# Chet Edwards
Thomas Chester "Chet" Edwards é o atual representante do décimo sétimo distrito do Texas.